# Курокава (уезд)
Курокава (яп. 黒川郡 Курокава-гун) — уезд, расположенный в префектуре Мияги, Япония.
По оценкам на 1 октября 2017 года, численность населения составляет 42 651 человек, площадь 367,82 км², плотность населения 116 человек на один км².
10 октября 2016 года посёлок Томия получил статус города и перестал быть частью уезда Курокава.
Уезд Курокава состоит из двух посёлков и одного села.

## Посёлки и сёла
- Тайва
- Осато
- Охира

## Население
Ниже показана динамика изменения численности населения в уезде Курокава.

                     уезд Курокава
                     город Томия
                     посёлок Тайва
                     посёлок Осато
                     село Охира

## История
Согласно словарю «Вамё Руйдзюсё», созданному в первой половине 10-го века, в состав уезда Курокава входило 3 волости: Синдэн (新田郷), Сиракава (白川郷) и Умая (駅家郷).
В период Бакумацу (с 1853 по 1869 год) уезд Курокава входил в состав провинции Муцу, и находился на территории княжества Сэндай.
- 19 января 1869 года провинция Муцу была разделена, и уезд Курокава стал частью провинции Рикудзэн
- 13 декабря 1871 года с упразднением системы ханов, уезд Курокава переходит в подчинение к префектуре Сэндай (仙台県)
- 16 февраля 1872 года префектура Сэндай переименована в префектуру Мияги

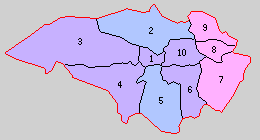
1. Ёсиока, 2. Охира, 3. Ёсида,
4. Миятоко, 5. Томия, 6. Цурусу,
7. Оя, 8. Касукава, 9. Омацудзава, 10. Oтиаи
Фиолетовый — посёлок Тайва,
розовый — посёлки Сикама и Осато,
синий — без изменений

- 1 апреля 1889 года с созданием современной муниципальной системы были образованы посёлок Ёсиока (吉岡町) и 9 сёл: Охира (大衡村), Ёсида (吉田村), Миятоко (宮床村), Томия (富谷村), Цурусу (鶴巣村), Оя (大谷村), Касукава (粕川村), Омацудзава (大松沢村) и Отиай (落合村).
- 1 апреля 1894 года образованы административные органы управления уезда в посёлке Ёсиока
- 1 апреля 1923 года уездный совет упразднён, уездная администрация остаётся
- 1 июля 1926 года уездная администрация упразднена
- 1 мая 1954 года часть села Оя (0,69 км²) присоединена к посёлку Касимадай (鹿島台町) уезда Сида (志田郡)
- 1 июля 1954 года сёла Омацудзава, Оя и Касукава объединяются в село Осато (大郷村)
- 20 апреля 1955 года посёлок Ёсиока, сёла Oтиай, Цурусу, Миятоко и Ёсида объединяются в посёлок Тайва
- 1 апреля 1959 года село Осато преобразовано в посёлок Осато
- 1 апреля 1963 года село Томия преобразовано в посёлок Томия (富谷町)
- 10 октября 2016 года посёлок Томия получил статус города и вышел из состава уезда Курокава